# Curis-au-Mont-d'Or
Pour les articles homonymes, voir Curis.
Curis-au-Mont-d'Or [kyʁis o mɔ̃ dɔʁ] est une commune française située dans la métropole de Lyon en région Auvergne-Rhône-Alpes.
Ses habitants sont les Curissois.

## Géographie
Commune de la banlieue nord de Lyon, elle est située dans les Monts d'Or, sur la rive occidentale de la Saône, en face de Neuville-sur-Saône.
La superficie de la commune est de seulement 310 hectares.
Curis occupe les bords d’un petit vallon des Monts d'Or, creusé par le ruisseau du Thou qui coule du sud au nord pour rejoindre la Saône au hameau du Pontet. Le terroir, calcaire et sec est assez pauvre, à l’exception de deux beaux plateaux de culture que sont le Montellier à proximité du cimetière, et les Avoraux, aux confins d’Albigny-sur-Saône.

### Communes limitrophes
Les communes limitrophes sont Poleymieux-au-Mont-d'Or, Saint-Germain-au-Mont-d'Or, Albigny-sur-Saône, Couzon-au-Mont-d'Or et Neuville-sur-Saône.

### Relief

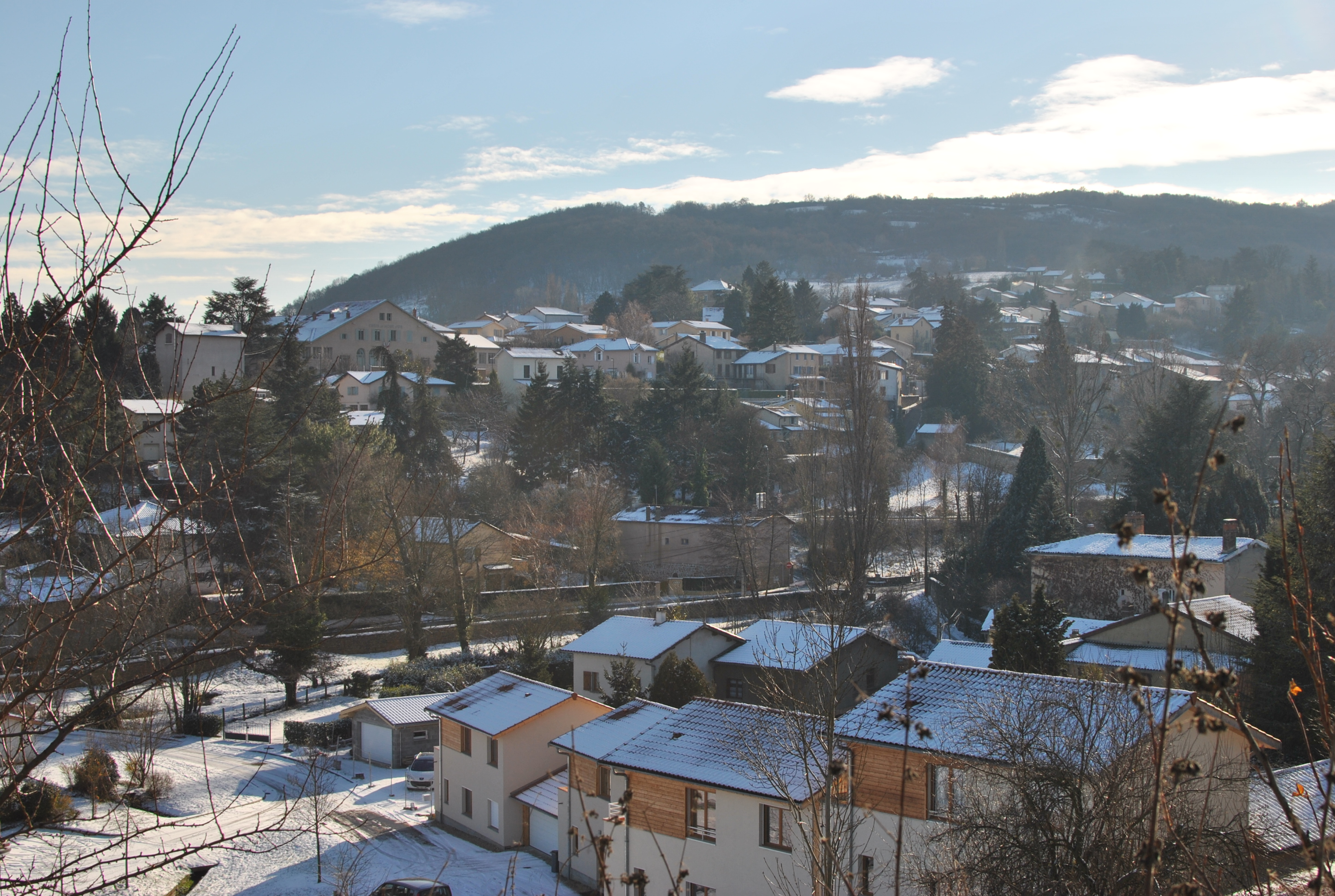
Haut du stade.
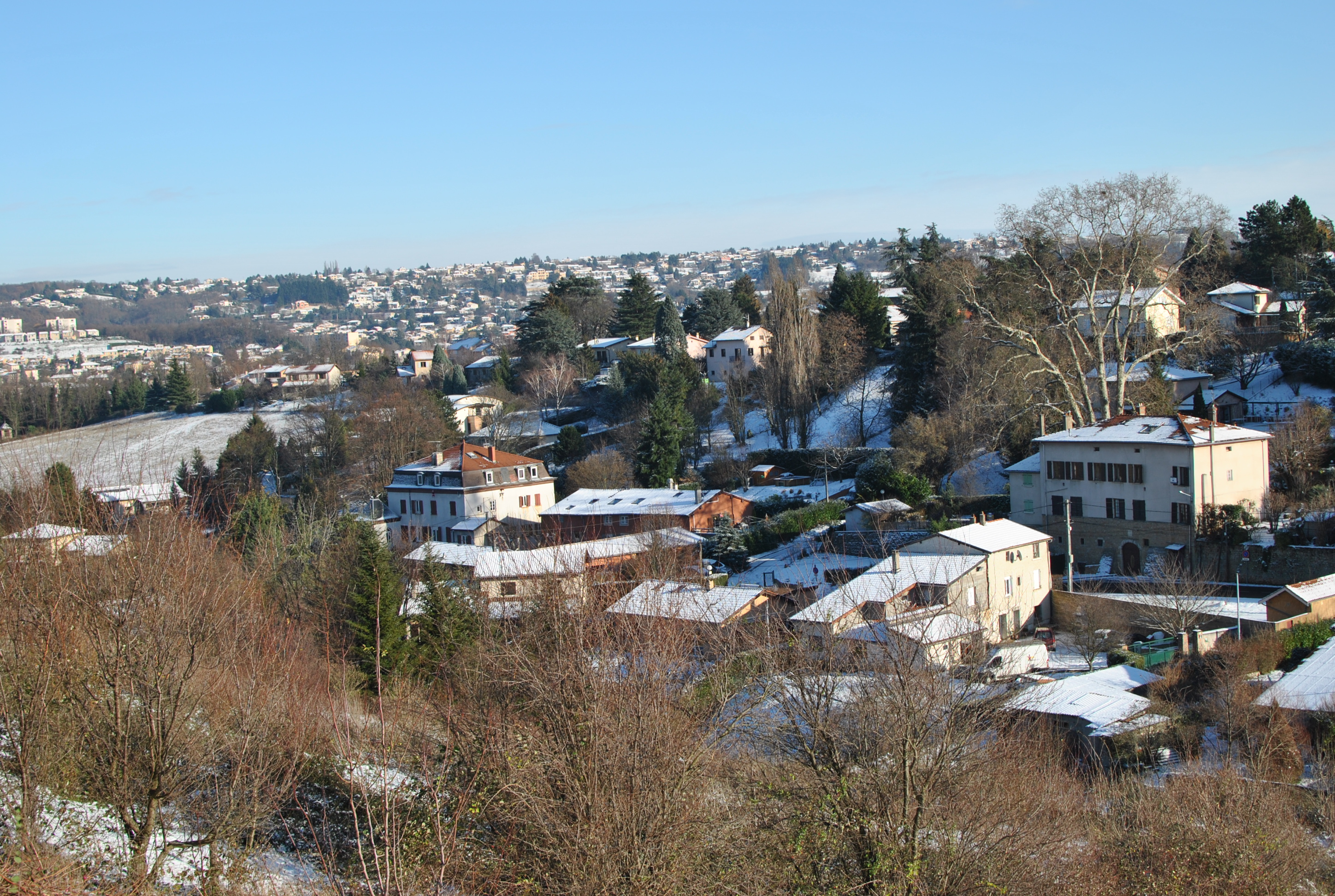
Haut du stade, vue vers l'Est.
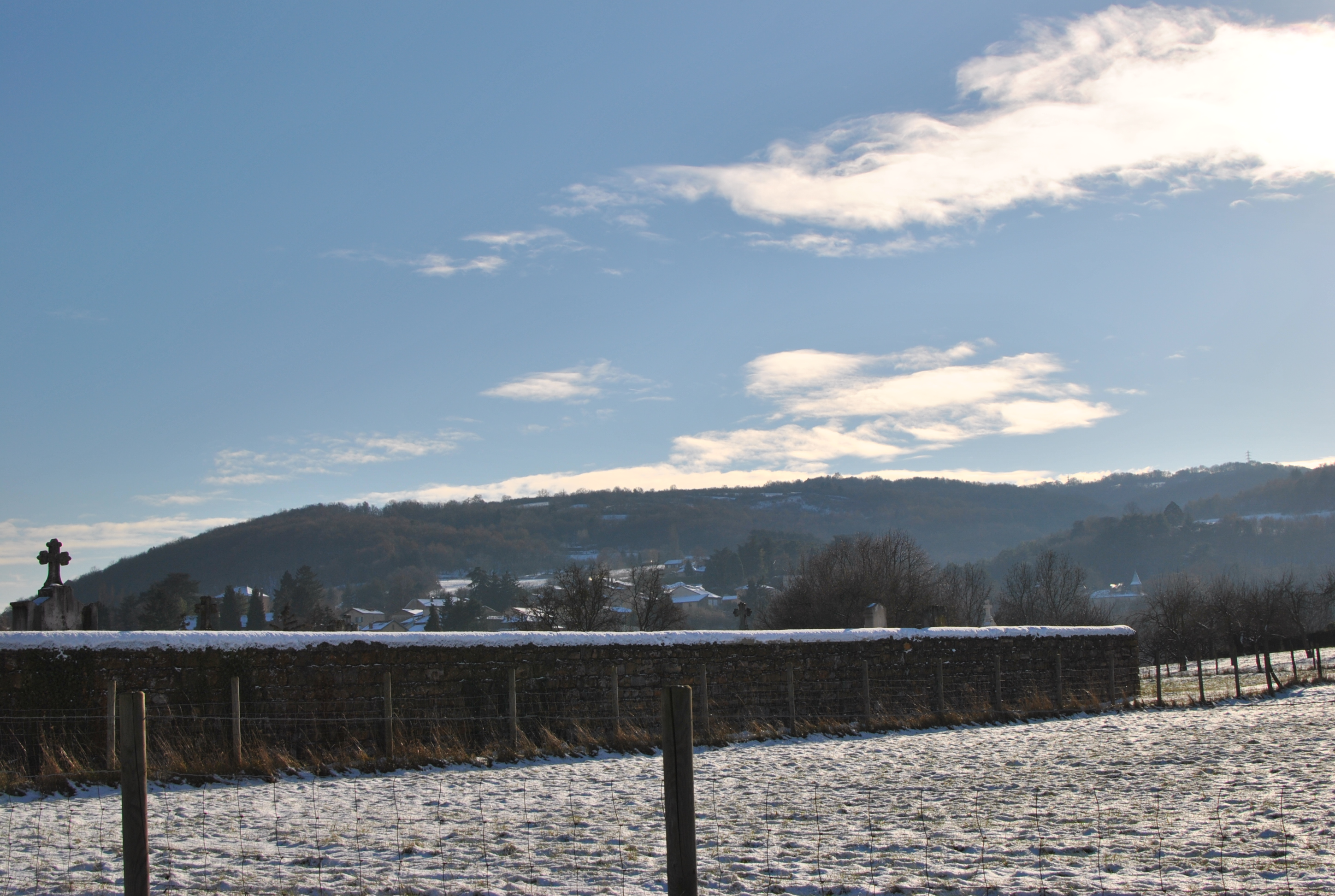
Les Monts d'Or.
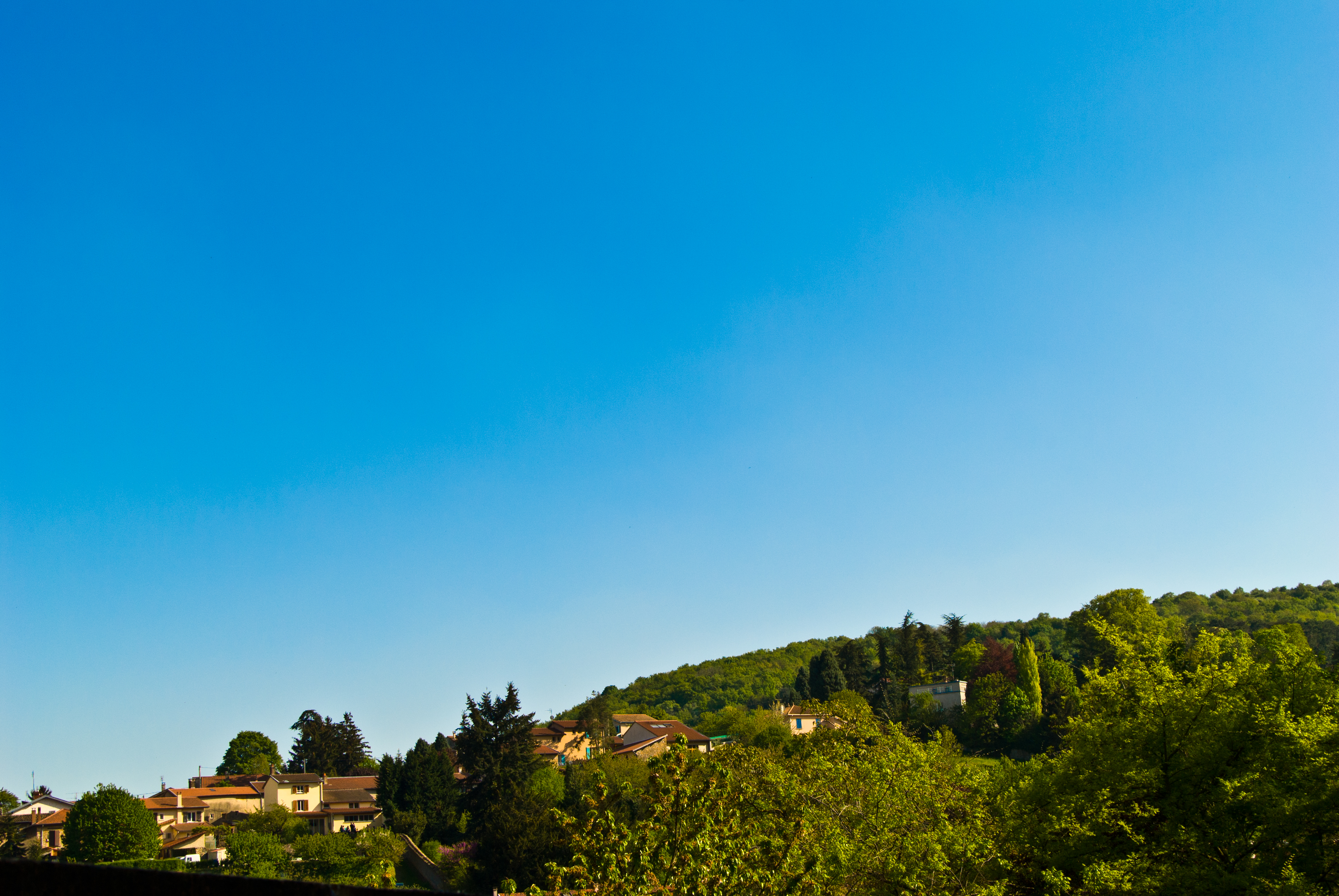
Montée de l'église.
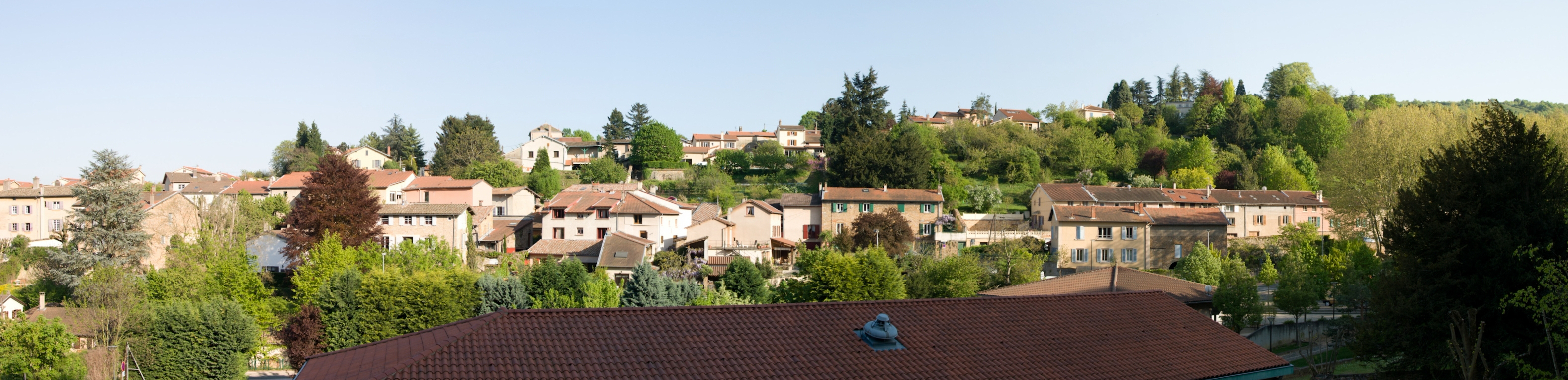
Panoramique de Curis.

### Climat
Pour des articles plus généraux, voir Climat d'Auvergne-Rhône-Alpes et Climat du Rhône.
En 2010, le climat de la commune est de type climat océanique altéré, selon une étude du Centre national de la recherche scientifique s'appuyant sur une série de données couvrant la période 1971-2000. En 2020, Météo-France publie une typologie des climats de la France métropolitaine dans laquelle la commune est dans une zone de transition entre le climat semi-continental et le climat de montagne et est dans la région climatique  Bourgogne, vallée de la Saône, caractérisée par un bon ensoleillement (1 900 h/an), un été chaud (18,5 °C), un air sec au printemps et en été et des vents faibles. 
Pour la période 1971-2000, la température annuelle moyenne est de 11,6 °C, avec une amplitude thermique annuelle de 17,9 °C. Le cumul annuel moyen de précipitations est de 783 mm, avec 9,2 jours de précipitations en janvier et 6,4 jours en juillet. Pour la période 1991-2020, la température moyenne annuelle observée sur la station météorologique de Météo-France la plus proche, « Pommiers », sur la commune de Pommiers à 14 km à vol d'oiseau, est de 12,6 °C et le cumul annuel moyen de précipitations est de 778,0 mm,. Pour l'avenir, les paramètres climatiques de la commune estimés pour 2050 selon différents scénarios d'émission de gaz à effet de serre sont consultables sur un site dédié publié par Météo-France en novembre 2022.

### Voies de communication et transports

#### Transports ferroviaires

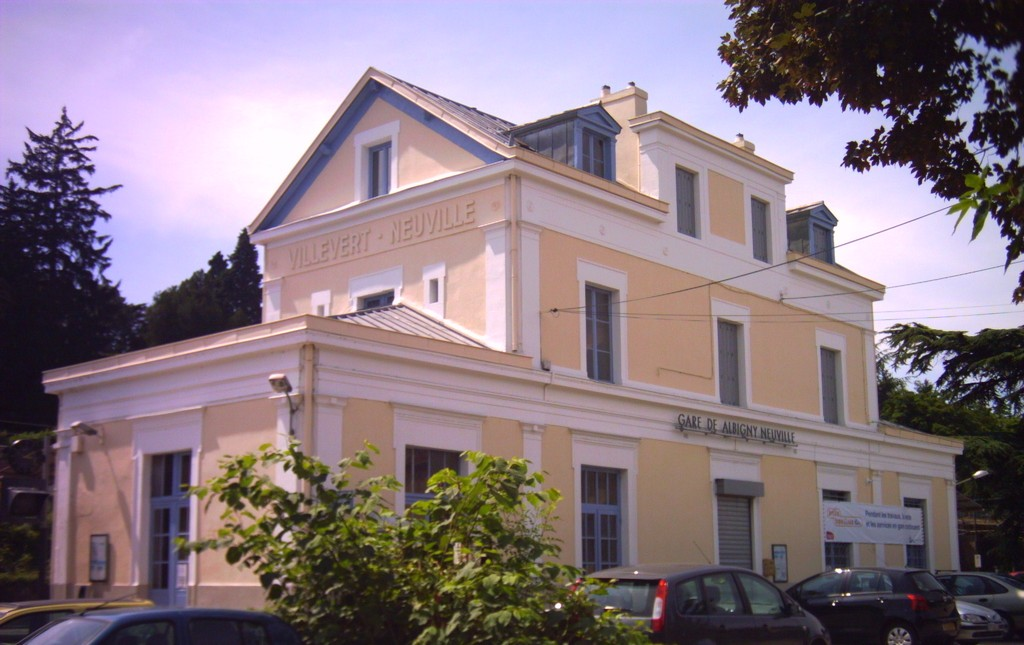
La gare d'Albigny-Neuville dans la commune voisine d'Albigny-sur-Saône.

La commune n'est pas directement desservie par les transports ferroviaires. Toutefois, elle est proche des gares d'Albigny-Neuville et de Saint-Germain-au-Mont-d'Or, cette dernière disposant de trajets jusqu'à Lyon Part-Dieu de moins de 15 minutes.

#### Transports en commun
La commune est desservie par la ligne 84 des Transports en commun lyonnais (TCL) qui permet notamment de rejoindre Neuville-sur-Saône.

## Urbanisme

### Typologie
Au 1er janvier 2024, Curis-au-Mont-d'Or est catégorisée ceinture urbaine, selon la nouvelle grille communale de densité à sept niveaux définie par l'Insee en 2022.
Elle appartient à l'unité urbaine de Lyon, une agglomération inter-départementale regroupant 123  communes, dont elle est une commune de la banlieue,,. Par ailleurs la commune fait partie de l'aire d'attraction de Lyon, dont elle est une commune de la couronne,. Cette aire, qui regroupe 397 communes, est catégorisée dans les aires de 700 000 habitants ou plus (hors Paris),.

### Occupation des sols
L'occupation des sols de la commune, telle qu'elle ressort de la base de données européenne d’occupation biophysique des sols Corine Land Cover (CLC), est marquée par l'importance des territoires agricoles (49,9 % en 2018), en augmentation par rapport à 1990 (45,5 %). La répartition détaillée en 2018 est la suivante : 
zones agricoles hétérogènes (33,9 %), forêts (30,4 %), zones urbanisées (16,2 %), prairies (16 %), eaux continentales (3,4 %). L'évolution de l’occupation des sols de la commune et de ses infrastructures peut être observée sur les différentes représentations cartographiques du territoire : la carte de Cassini (XVIIIe siècle), la carte d'état-major (1820-1866) et les cartes ou photos aériennes de l'IGN pour la période actuelle (1950 à aujourd'hui).

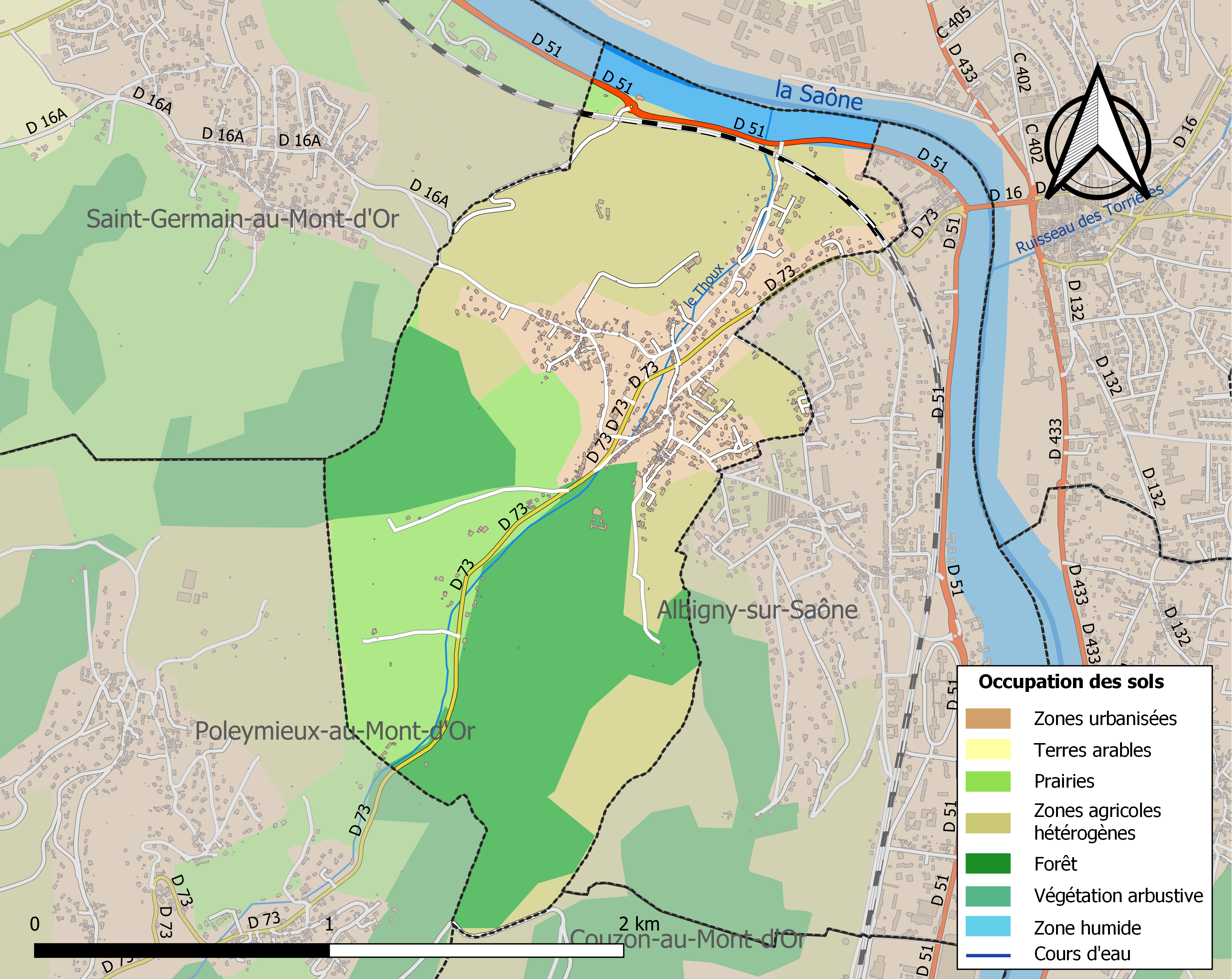
Carte des infrastructures et de l'occupation des sols de la commune en 2018 (CLC).

## Toponymie

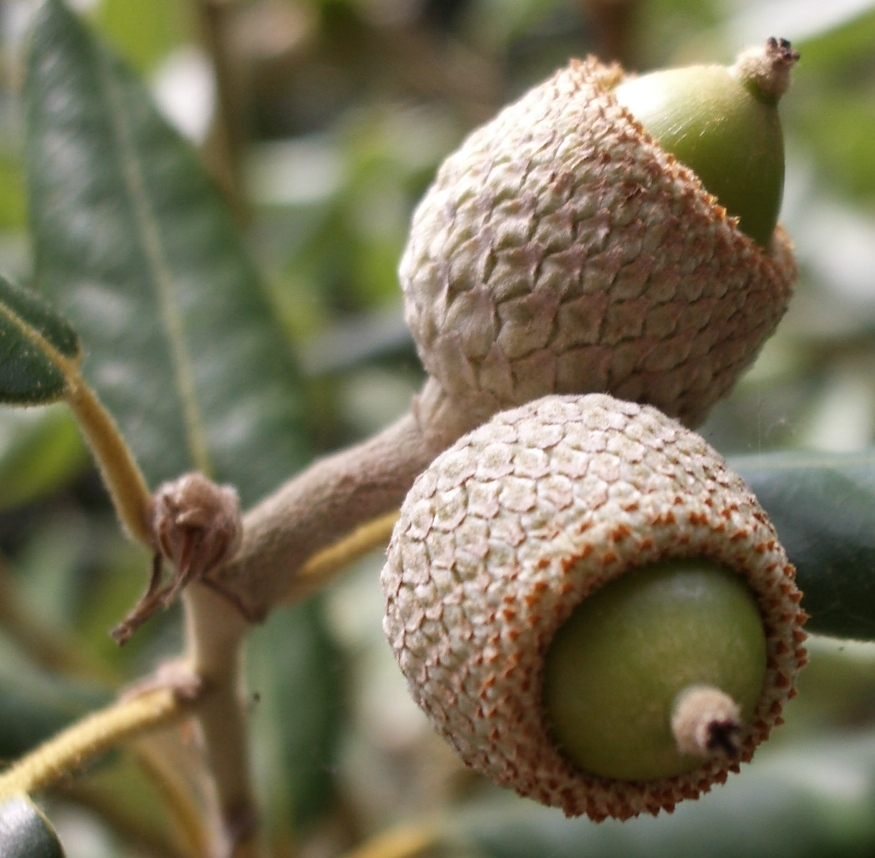
La commune tirerait son nom d'un mot celte signifiant « chêne ».

- L'origine du nom de la commune proviendrait du celte signifiant « chêne »[réf. nécessaire].

La plus ancienne mention du village apparaît dans la charte de Dénombrement des possessions de l'Église métropolitaine de Lyon en 984 qui cite l'église de Curisio. L'étymologie, discutée, évoque peut-être le site de « gorge », en effet très caractéristique. L'historien et baron François Achille Napoléon Raverat (1812-1890) évoque dans son ouvrage Autour de Lyon. Excursions historiques pittoresques et artistiques dans le Lyonnais, le Beaujolais, le Forez, la Dombe et le Dauphiné de 1865 un possible poste militaire au bas de la vallée dirigé par un certain Curius. Le « s » final appartient bien au nom, même si celui-ci s’est prononcé « Cury » au XVIIIe siècle[réf. nécessaire].

## Histoire
L'occupation humaine, attestée dès la préhistoire, est illustrée, pour l’époque romaine, par la découverte d’une tête de marbre, peut-être de la déesse Attis, les restes d’une nécropole aux Avoraux ainsi que l'aqueduc romain des Monts d'Or qui traverse l'actuel territoire communal et qui alimentait la capitale des Gaules voisine, Lugdunum, aujourd'hui Lyon.

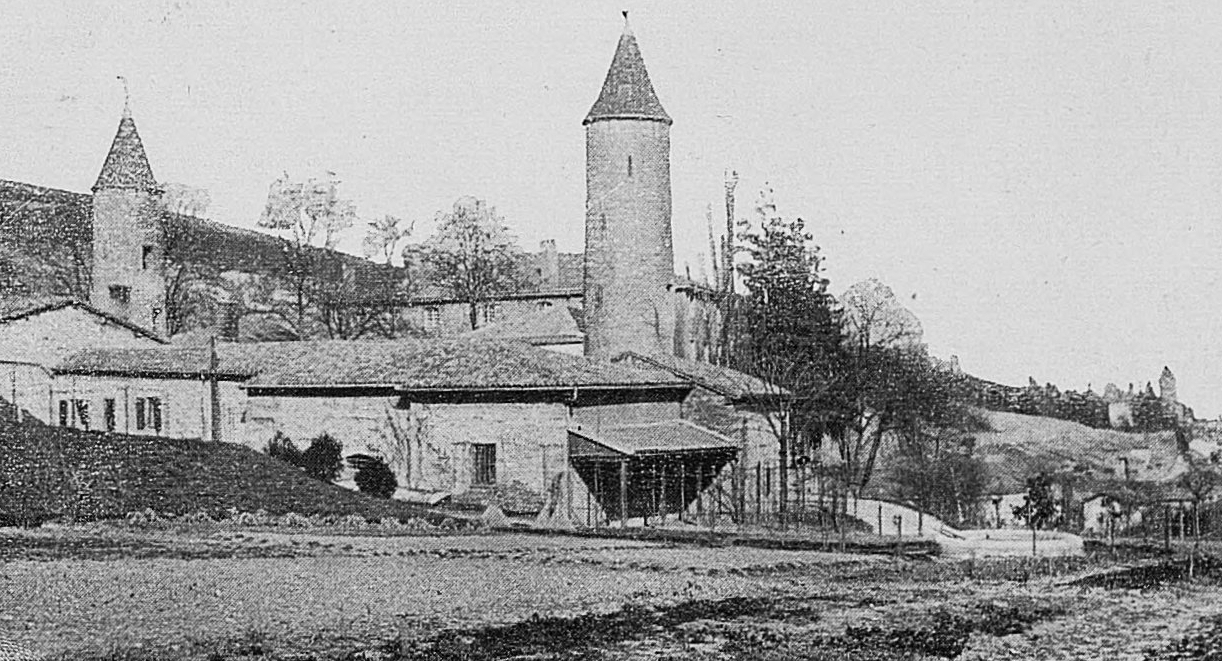
Le château au début du XXe siècle.

Le château a commencé à être bâti au XIIIe siècle puis ont été ajoutés des étages et des tours. Jusqu'au XVIIe siècle, la seigneurie appartint à la famille d'Albon. En 1780, Jean-Louis Bœuf son nouveau propriétaire fait appel à l'architecte urbaniste Lyonnais Jean-Antoine Morand pour sa réfection.
Le village a été longtemps une communauté paysanne vivant de la polyculture familiale et d'un maigre bétail ; toutefois quelques nobles lyonnais y possèdent des «granges» (fermes) et de grosses maisons.
À partir du XVIe siècle, les Curissois se convertissent à la culture de la vigne jusqu’à la fin du XIXe siècle. Ce vin, ainsi que les pierres dorées des carrières et les fromages de chèvre étaient portés à Lyon, notamment par le petit port de Pontet, sur la Saône. En 1791, le territoire est érigé en commune par distraction de Saint-Germain-au-Mont-d'Or.
À la fin du XIXe siècle, l’activité agricole a décliné, le phylloxéra a ravagé les vignes et l’exploitation des carrières s’est arrêtée dans les années 1950. En 1955, « Curis » change de nom et devient « Curis-au-Mont-d'Or ».
Aujourd’hui, la Municipalité se préoccupe de faire renaître des emplois secondaires et tertiaires, et les associations sont très actives pour éviter que la commune ne devienne « village dortoir ».
Le Grand Lyon disparaît le 1er janvier 2015, et laisse place à la collectivité territoriale de la métropole de Lyon. La commune quitte ainsi le département du Rhône.

## Politique et administration

### Administration municipale

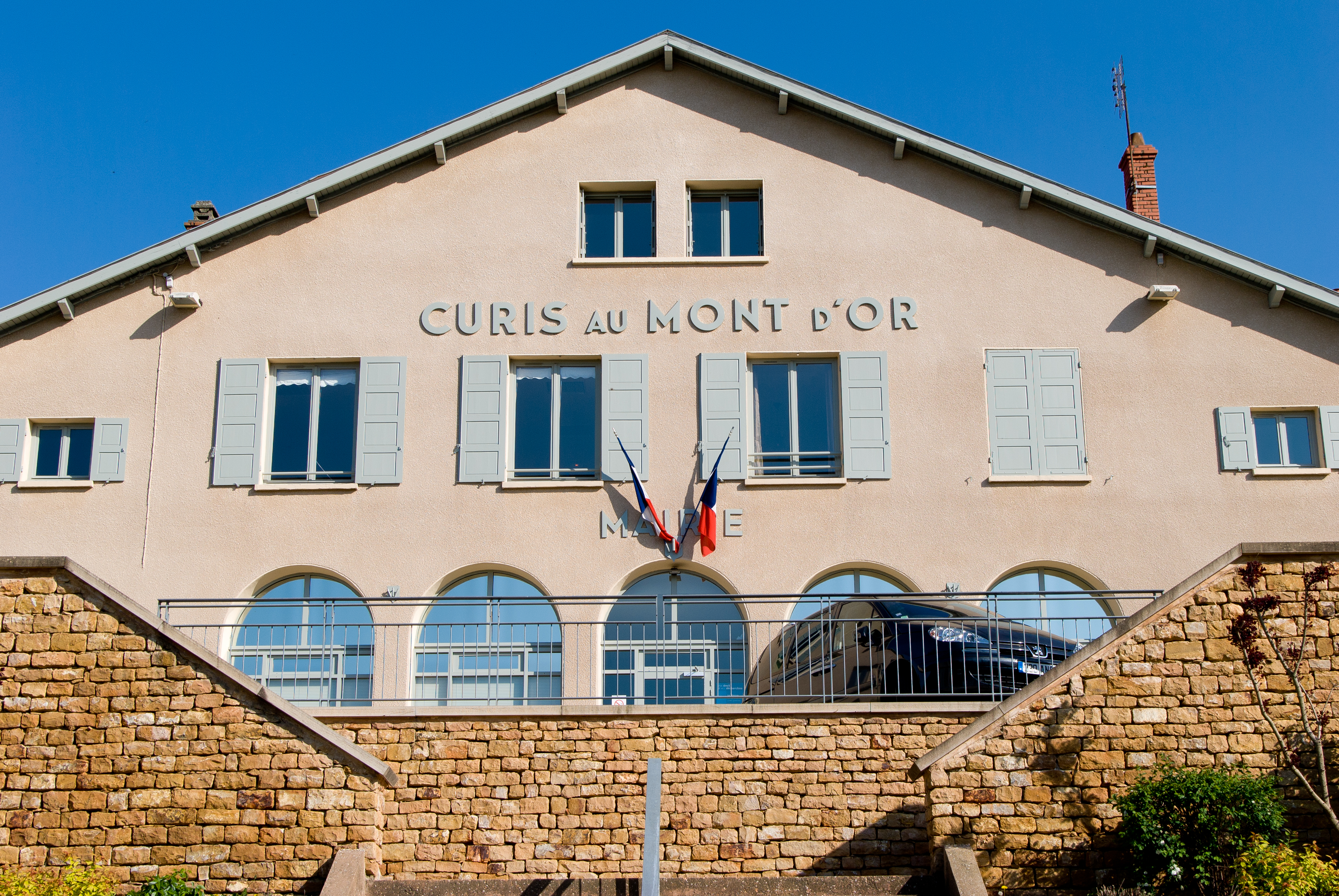
La mairie.

| Période                                  | Période  | Identité           | Étiquette | Qualité |
| ---------------------------------------- | -------- | ------------------ | --------- | ------- |
| 1985                                     | 2005     | Jacques Malaval    | UDF       |         |
| 2005                                     | 2014     | Xavier Léonard     | DVD       |         |
| 2014                                     | En cours | Pierre Gouverneyre |           |         |
| Les données manquantes sont à compléter. |          |                    |           |         |

### Intercommunalité
La commune est membre du syndicat mixte Plaines Monts d'Or.

### Jumelages
La commune de Curis ne dispose pas de programme à ce jour.

## Population et société

### Démographie
L'évolution du nombre d'habitants est connue à travers les recensements de la population effectués dans la commune depuis 1793. Pour les communes de moins de 10 000 habitants, une enquête de recensement portant sur toute la population est réalisée tous les cinq ans, les populations de référence des années intermédiaires étant quant à elles estimées par interpolation ou extrapolation. Pour la commune, le premier recensement exhaustif entrant dans le cadre du nouveau dispositif a été réalisé en 2005.

En 2022, la commune comptait 1 186 habitants, en évolution de +1,37 % par rapport à 2016 (Rhône : +3,93 %, France hors Mayotte : +2,11 %).
| 1793 | 1800 | 1806 | 1821 | 1831 | 1836 | 1841 | 1846 | 1851 |
| ---- | ---- | ---- | ---- | ---- | ---- | ---- | ---- | ---- |
| 368  | 386  | 631  | 609  | 471  | 470  | 491  | 454  | 434  |

| 1856 | 1861 | 1866 | 1872 | 1876 | 1881 | 1886 | 1891 | 1896 |
| ---- | ---- | ---- | ---- | ---- | ---- | ---- | ---- | ---- |
| 414  | 409  | 424  | 445  | 447  | 403  | 374  | 403  | 393  |

| 1901 | 1906 | 1911 | 1921 | 1926 | 1931 | 1936 | 1946 | 1954 |
| ---- | ---- | ---- | ---- | ---- | ---- | ---- | ---- | ---- |
| 368  | 361  | 348  | 329  | 378  | 400  | 381  | 441  | 466  |

| 1962 | 1968 | 1975 | 1982 | 1990 | 1999 | 2005 | 2006 | 2010  |
| ---- | ---- | ---- | ---- | ---- | ---- | ---- | ---- | ----- |
| 540  | 581  | 575  | 622  | 735  | 897  | 924  | 911  | 1 088 |

| 2015  | 2020  | 2022  | - | - | - | - | - | - |
| ----- | ----- | ----- | - | - | - | - | - | - |
| 1 172 | 1 182 | 1 186 | - | - | - | - | - | - |

### Enseignement
Curis-au-Mont-d'Or est située dans l'académie de Lyon. La commune dispose d'une école primaire publique (maternelle et élémentaire).

### Manifestations culturelles et festivités
La commune accueillait la foire au boudin le troisième dimanche de septembre et la fête patronale le 6 juin.
La commune est partenaire du festival Démon d'Or qui a lieu en juin depuis 2005.

### Sports
Le territoire de la commune permet d'effectuer des promenades pédestres et équestres. Une falaise pour la pratique de l'escalade est aménagée dans une ancienne carrière au bord du chemin du chêne.

### Cadre de vie

#### Associations
- Associations Sports et Loisirs de Curis proposent du badminton, du théâtre, des jeux de société et de la gymnastique.
- Association de maintien de l'agriculture paysanne AMAP Thou AMAPorte
- Association MONQUIPONG propose du tennis de table

### Environnement
Plus de la moitié de la commune est classée zone verte.

## Économie

### Entreprises et commerces
- Fromages de chèvre réputés (chèvres nourries avec des feuilles de vigne).
- Cultures fruitières : poires, cerises.

## Culture locale et patrimoine

### Lieux et monuments
Église Saint-Claude
Église Saint-Claude du XIXe siècle ; confessionnal du XVIIe siècle à panneau sculpté, Christ en croix.
Croix de chemin
Domaine de la Trolanderie
Le domaine de Curis-au-Mont-d'Or ou domaine de la Trolanderie est situé sur les deux communes de Curis-au-Mont-d'Or et de Poleymieux-au-Mont-d'Or au lieu-dit la Forêt. Il est inscrit dans sa totalité à l'inventaire des monuments historiques.
Le château, qui date du XVe siècle, a été totalement réaménagé au XVIIIe siècle, époque à laquelle ont été réalisés le parc et l'orangerie ainsi que les décors intérieurs. Il a été restauré et réaménagé en logements privés en 2009.
Le parc, propriété depuis 2009 du Syndicat mixte des Monts d'Or, est ouvert au public et aménagé en lieu de promenade.
Rue de la Trolanderie
Ce grand portail est élevé au milieu du XVIIIe siècle. La cour intérieure était peut-être une bergerie comme semblent en témoigner les deux têtes de béliers ou mouflons qui surmontent les pilastres latéraux. Ce bel arc de pierre, logé dans un arrondi du mur, encadrait une lourde porte de bois pleine à deux battants.

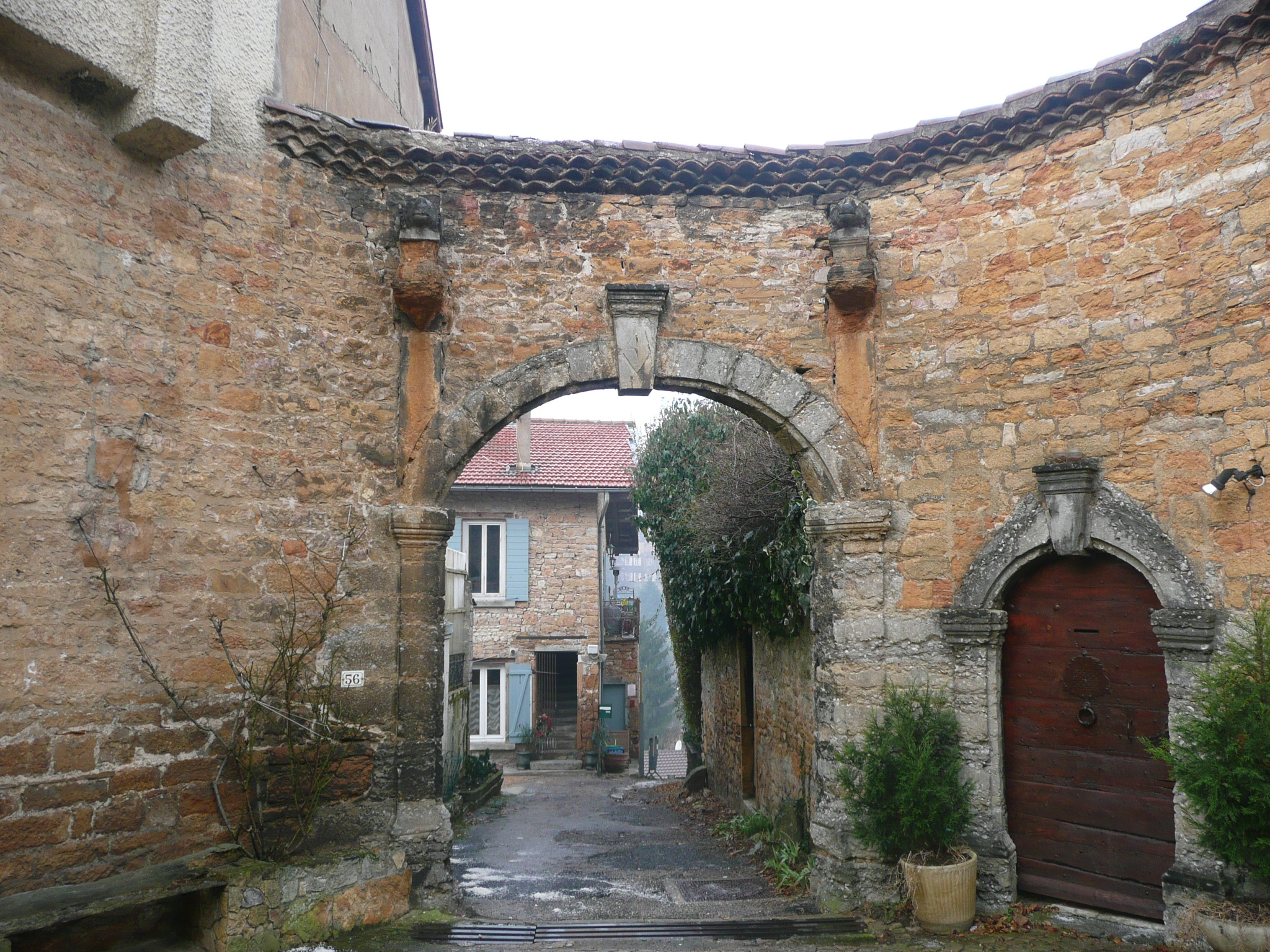
56, rue de la Trolanderie.
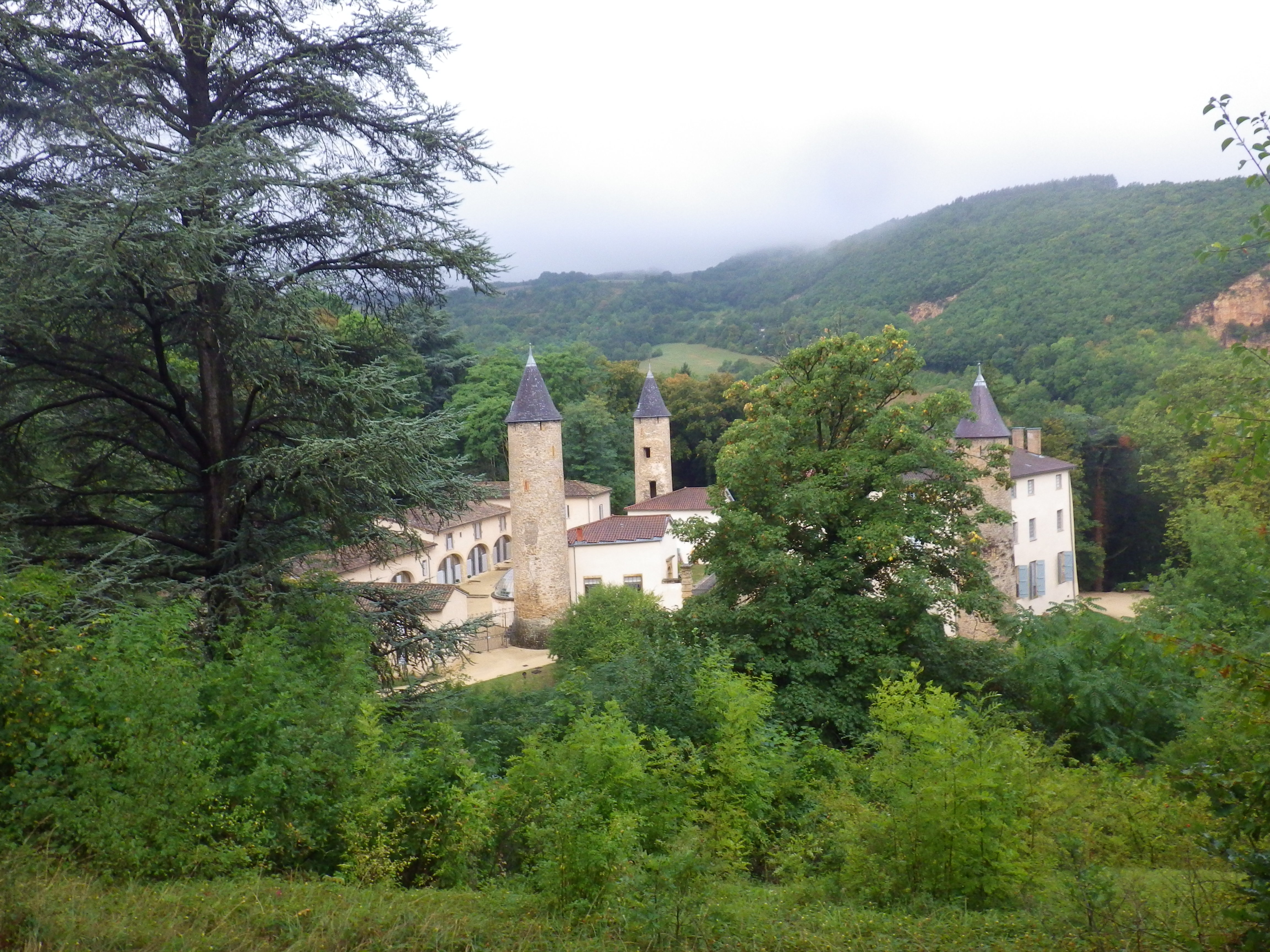
Château de la Trolanderie.
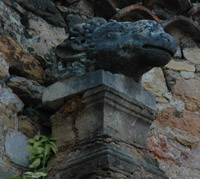
Têtes de bélier au 56 rue de la Trolanderie.

Le Lavoir
Le lavoir est construit en 1820.
Vestiges du château d'Albon
Le château a remplacé un édifice palatial avec chapelle attesté aux XIe – XIIe siècle.
Maisons en pierres dorées
- Ancienne gentilhommière « La Blache ».
- Cabornes[25]
- Vestiges souterrains de l'aqueduc romain des monts d'Or, au lieu-dit Bois de Cieux, un des quatre aqueducs antiques de Lyon.

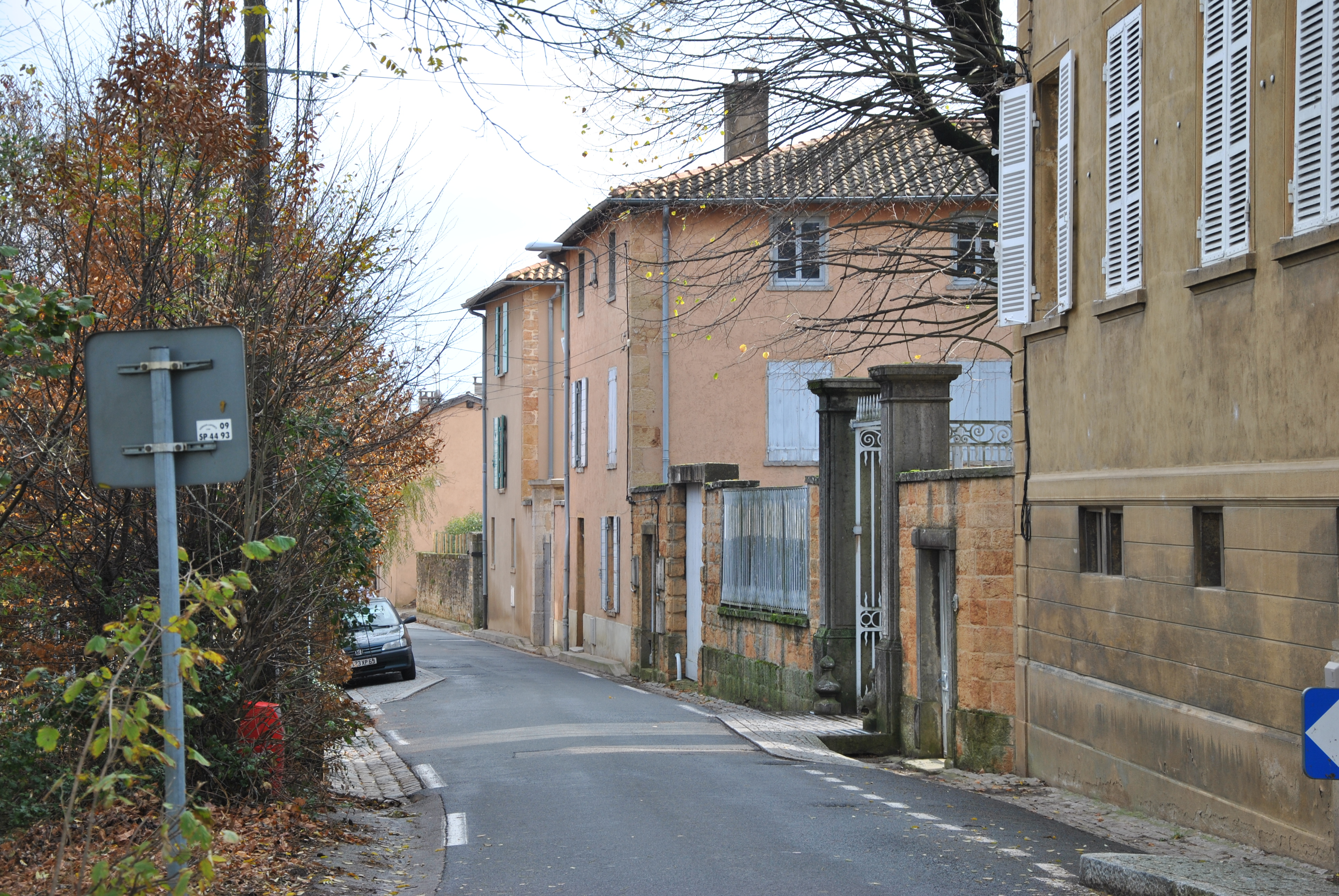
Route de Saint-Germain.
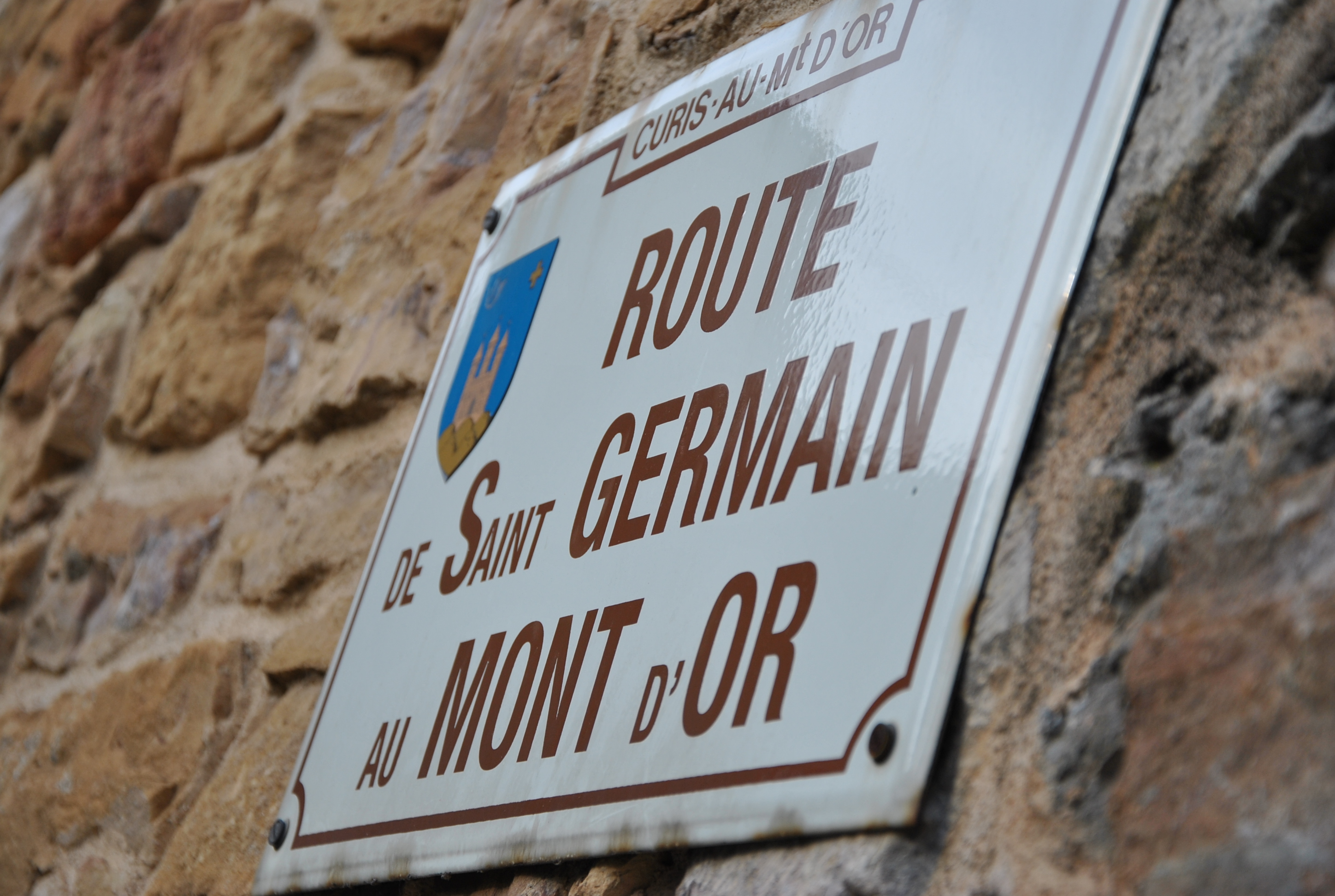
Son panneau routier.
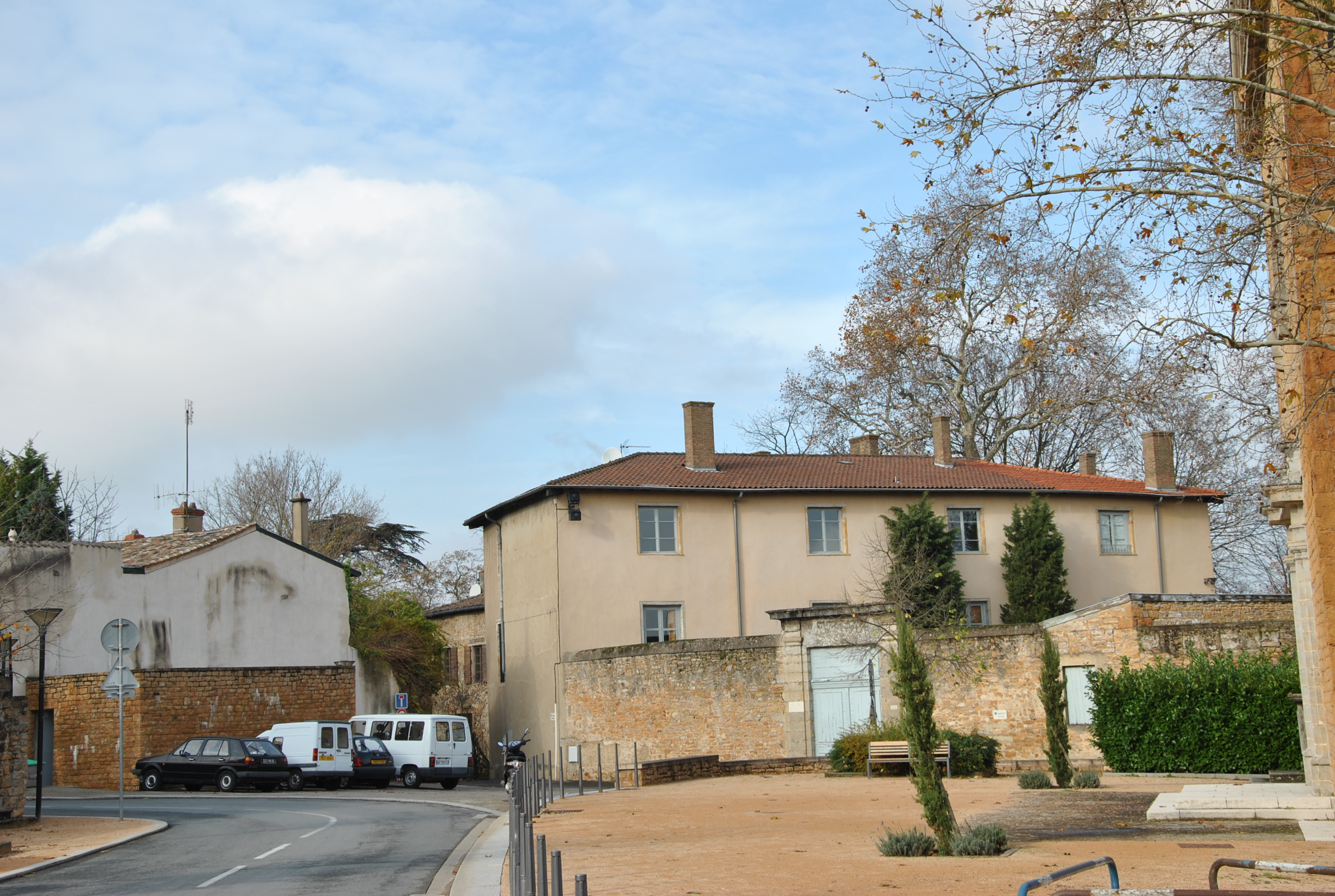
Place de l'Église.
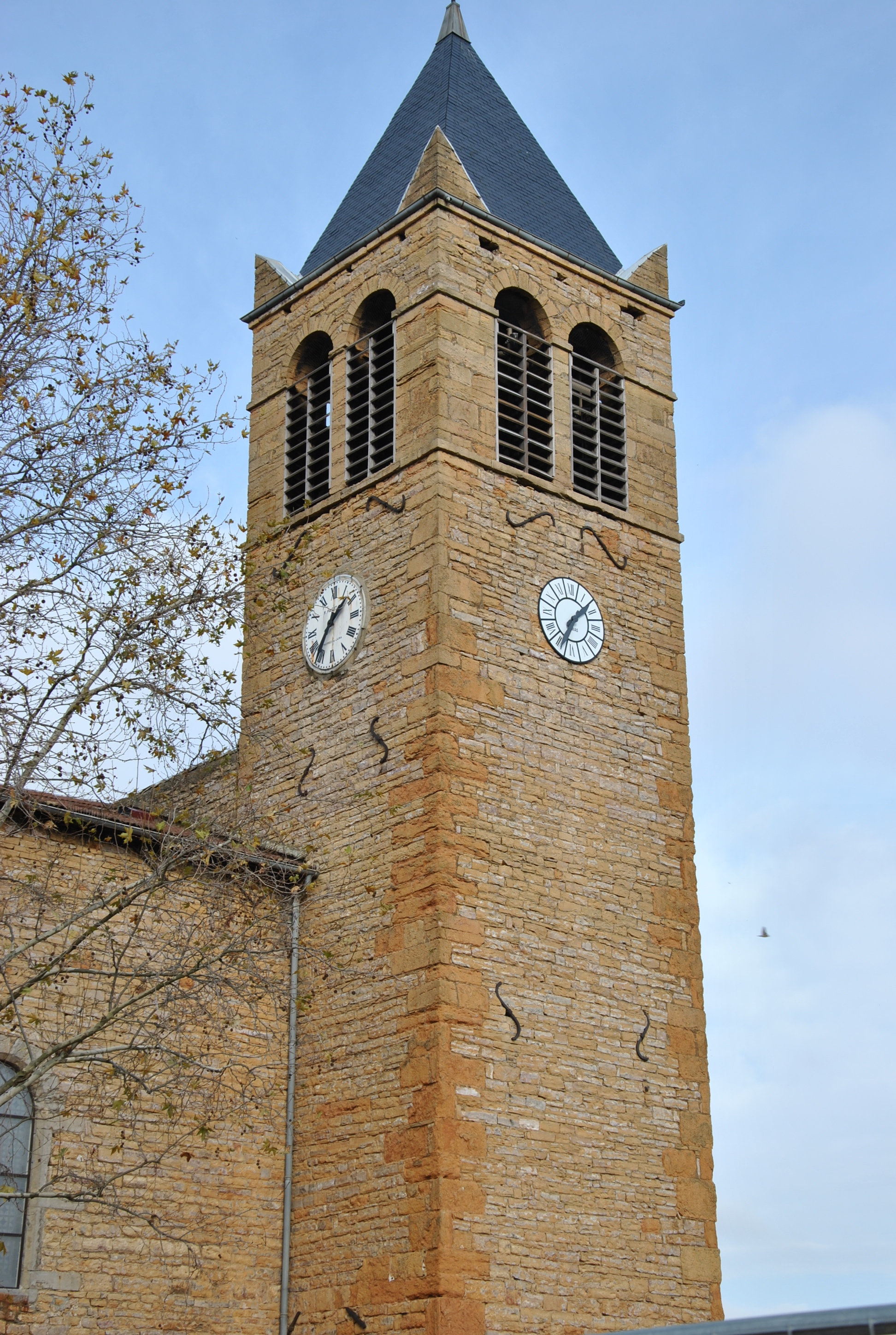
Clocher de l'église.
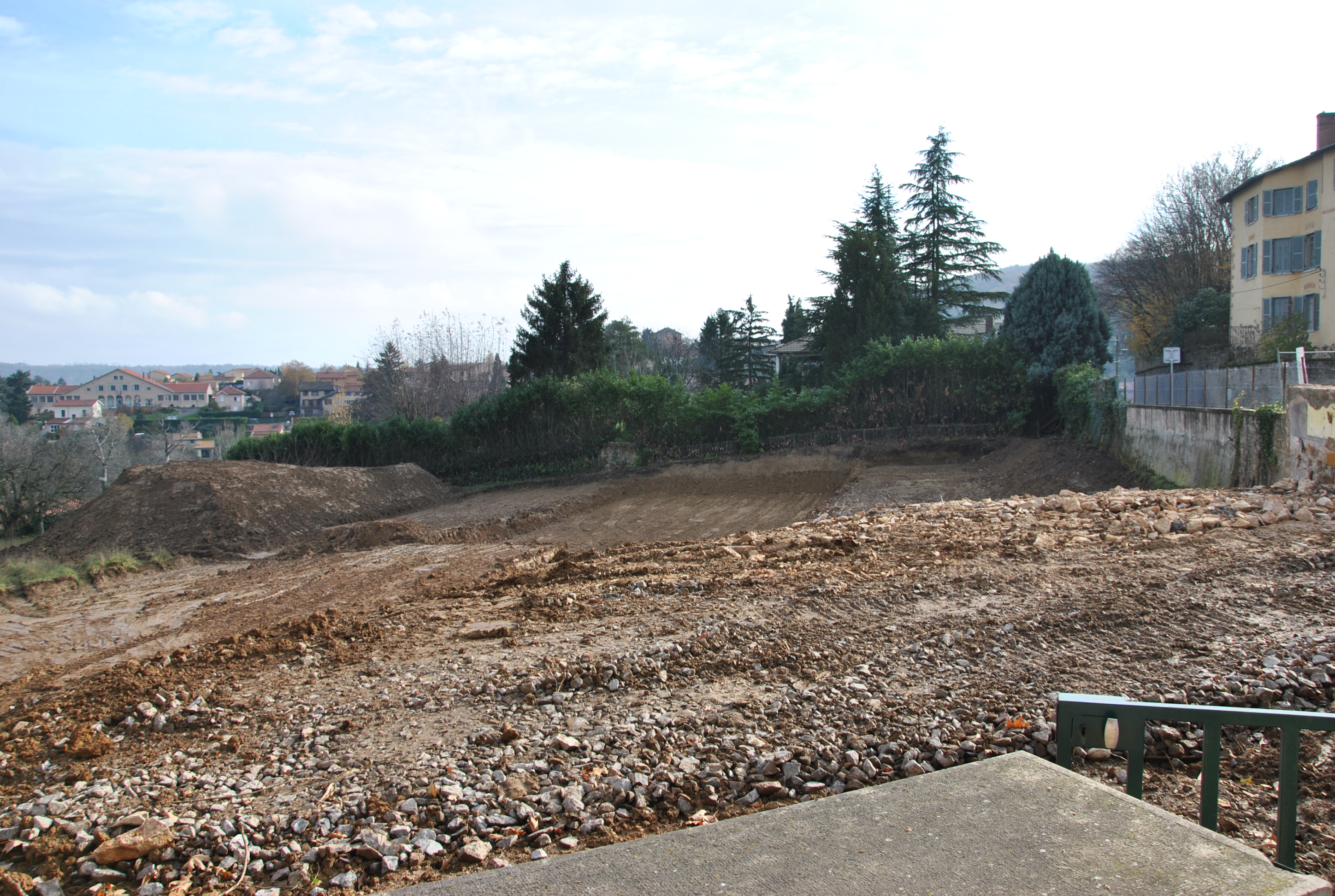
Construction à proximité de l'église en novembre 2010.
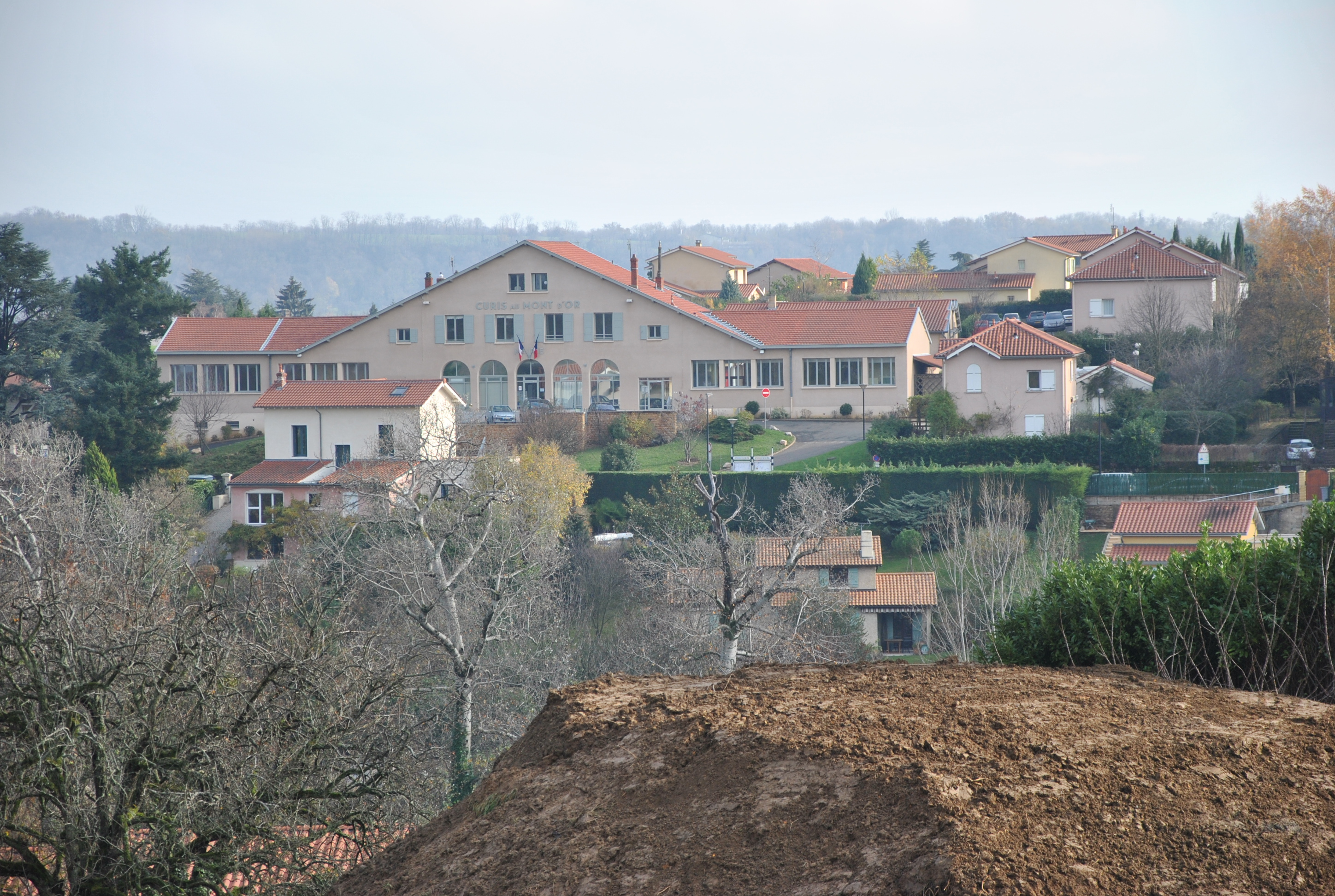
Mairie et terrassement.
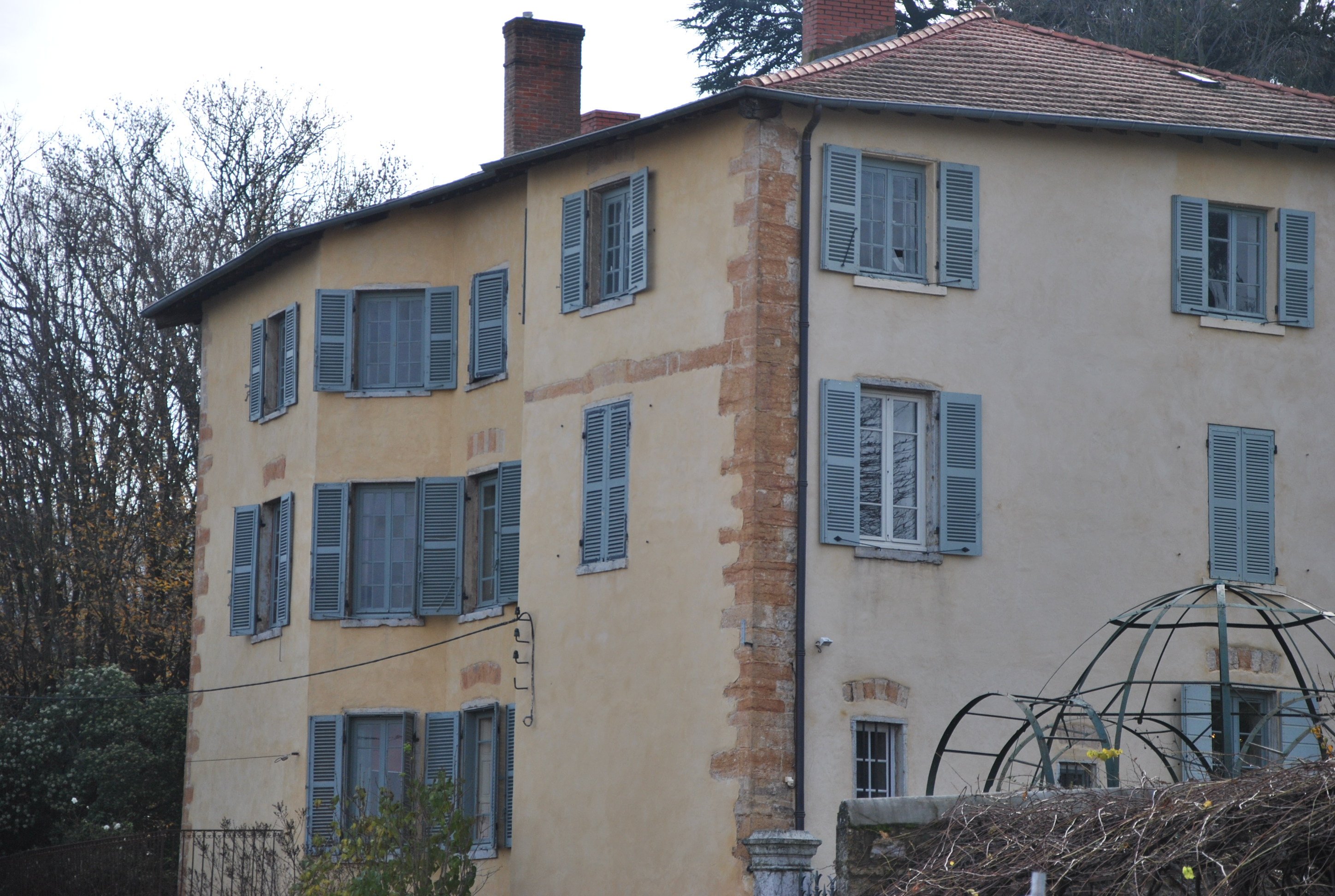
Autour de l'église.
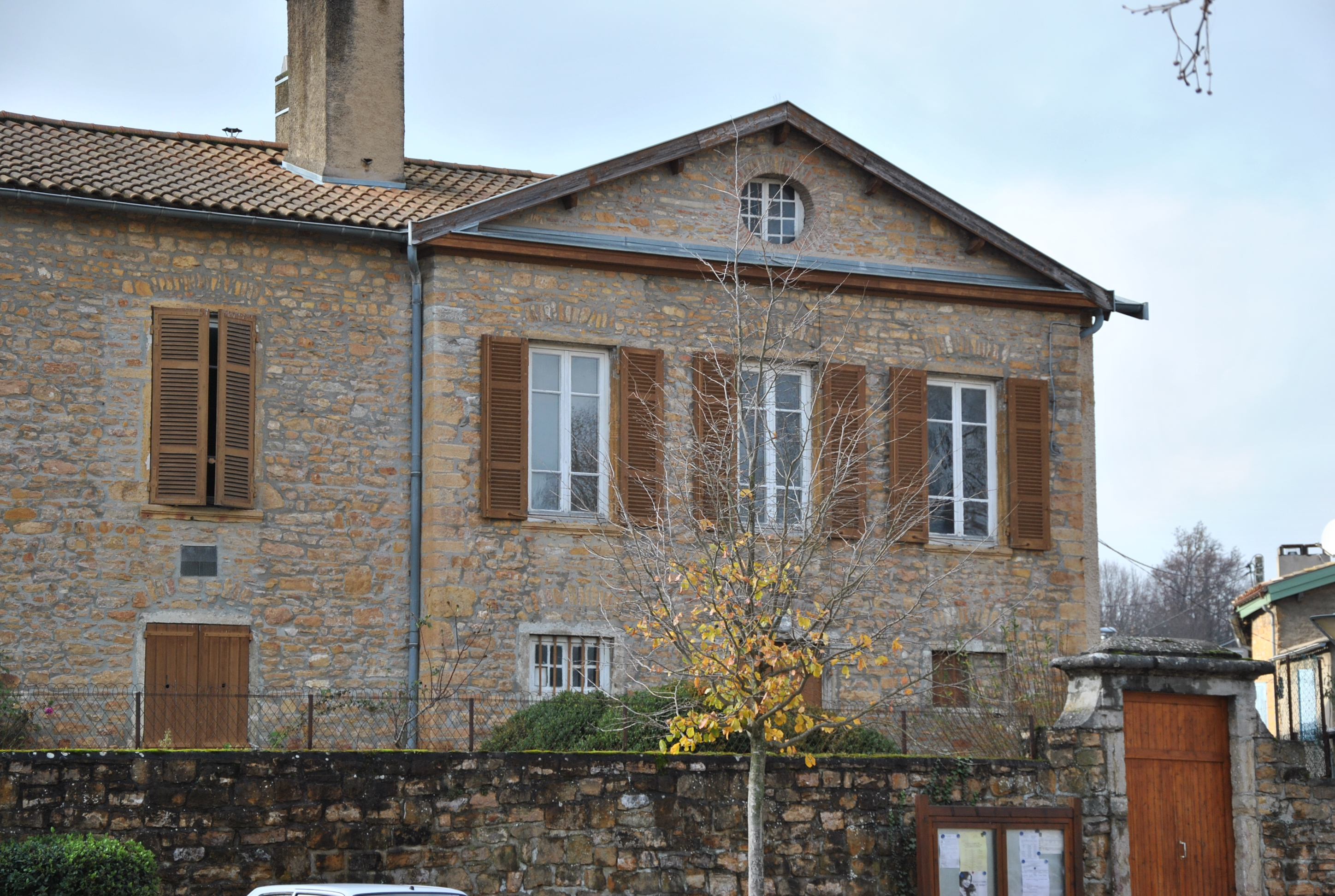
Autour de l'église.
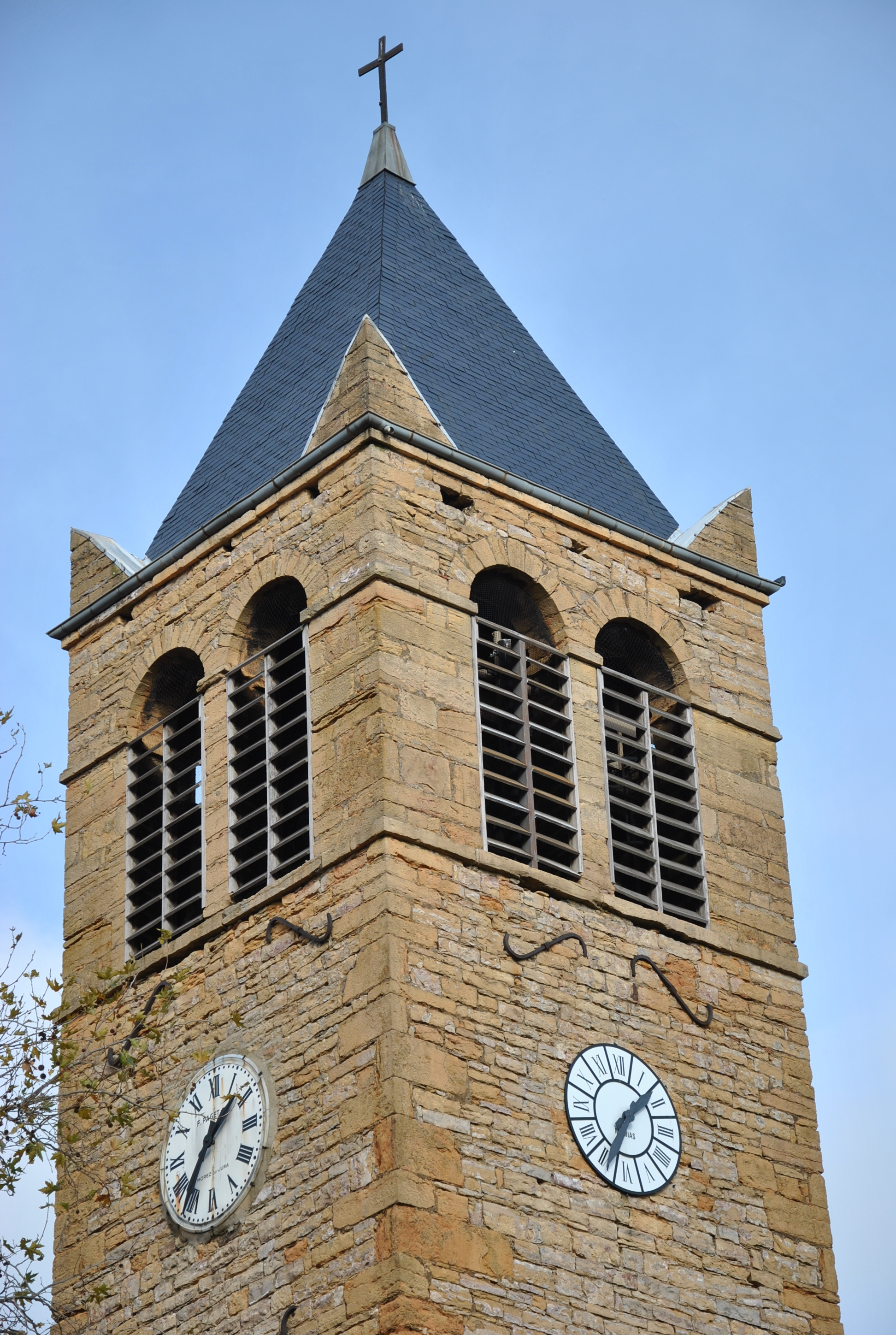
Détail du clocher de l'église.
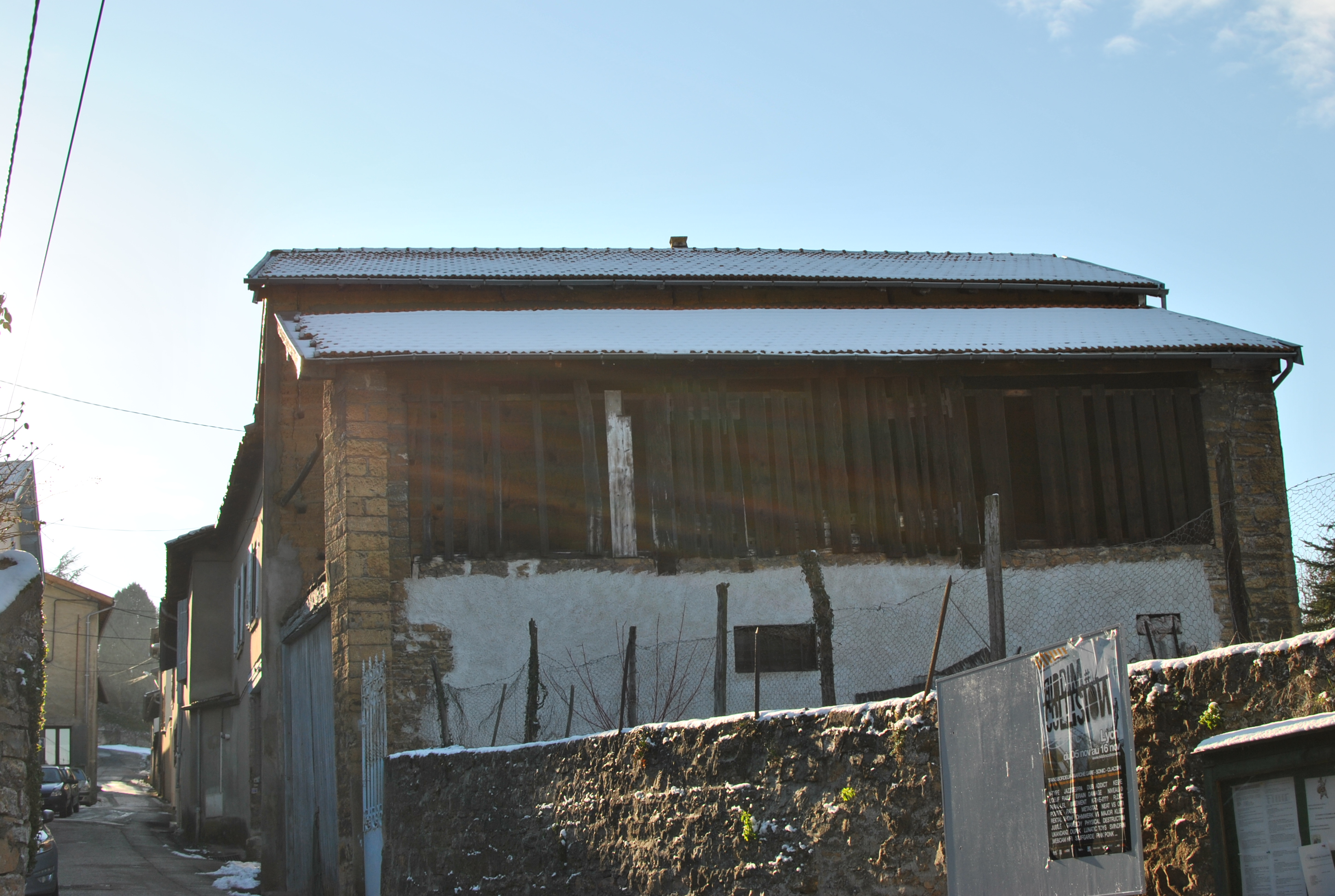
Rue du Beyrion.

### Personnalités liées à la commune
- Jean-Antoine Morand, il restaura le château au cours d'un séjour.